# Flaggschiffart

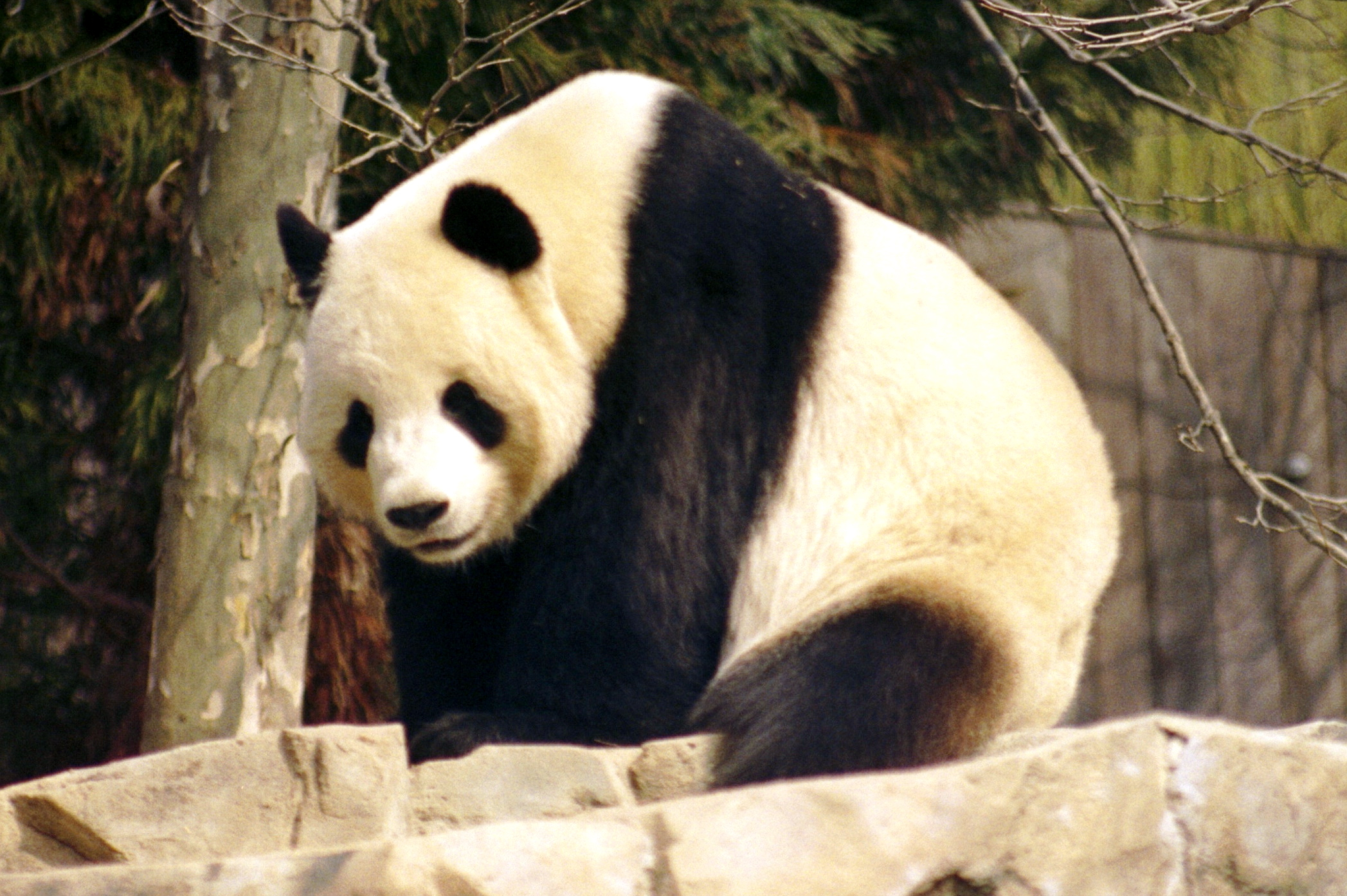
Eine der berühmtesten Flaggschiffarten: der Große Panda

Mit Flaggschiffart (eine Übersetzung von engl. flagship species) wird im Naturschutz eine prominente, attraktive Tier- oder Pflanzenspezies bezeichnet, mit der sich eine emotionale Motivation für Natur- und Artenschutz begründen lässt. Deshalb wird oft von der charismatischen Megafauna gesprochen. Oft spielen die Flaggschiffarten keine besonders wichtige Rolle für das Ökosystem, durch den Schutz und die Förderung dieser Art profitieren aber viele weitere.
Sie sind nicht zu verwechseln mit den so genannten Schlüsselarten (engl. keystone species), die der Öffentlichkeit unbekannter sind, aber einen wesentlich größeren Einfluss auf die Artenvielfalt des Ökosystems haben. Auch diese Arten profitieren vom Schutz der Flaggschiffarten.

## Beispiele

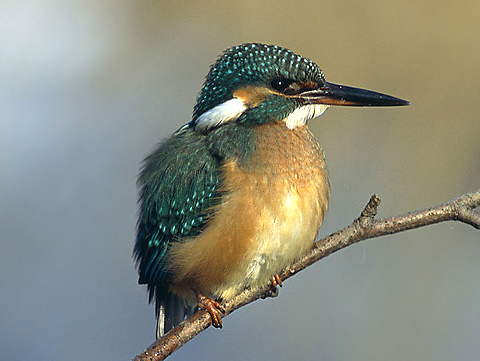
Eisvogel (Alcedo atthis)

- Eisvogel: Der in der Bevölkerung sehr bekannte Eisvogel wird vor allem durch Eingriffe in seinen Lebensraum (Fluss- und Bachlandschaften) bedroht. Die Erhaltung naturnaher, von künstlichen Eingriffen unabhängiger Fluss- und Bachlandschaften stellt die wichtigste Maßnahme für den Schutz des Eisvogels dar, so dass er als Flaggschiffart für die weniger bekannten Arten dieses Lebensraums steht, die ebenfalls durch den Schutz profitieren.[3]
- Großer Panda: Eines der berühmtesten Beispiele einer Flaggschiffart ist der Große Panda als Logo des WWF oder als allgemeines Symbol für den Artenschutz.
- Wale